# Registro (gemeente)
Registro is een gemeente in de Braziliaanse deelstaat São Paulo. De gemeente telt 59.774 inwoners (schatting 2009).
De plaats ligt aan de rivier de Ribeira de Iguape.
De plaats is zetel van het rooms-katholieke bisdom Registro.

## Aangrenzende gemeenten
De gemeente grenst aan Eldorado, Iguape, Jacupiranga, Juquiá, Pariquera-Açu en Sete Barras.

## Verkeer en vervoer
De plaats ligt aan de wegen BR-116/BR-478/SP-230 en SP-139.